# Station Emmachi
Station Emmachi  (円町駅,  Enmachi-eki) is een spoorwegstation in de wijk Nakagyō-ku in de Japanse stad  Kyoto. Het wordt aangedaan door de Sagano-lijn. Het station heeft twee sporen, gelegen aan een enkel eilandperron.

## Treindienst

### JR West
| 1 | ■ Sagano-lijn | richting Nijō en Kioto     |
| 2 | ■ Sagano-lijn | richting Kameoka en Sonobe |

## Geschiedenis
Het station werd in 2000 geopend.

## Overig openbaar vervoer
Bussen 15, 26, 91, 93, 202, 203, 204 en 205

## Stationsomgeving
- Centrale bibliotheek van Kioto
- Weerstation van Kioto
- Prefecturale sporthal van Kioto
- Hanazono Universiteit
- Lawson
- 7-Eleven

Kioto · Tambaguchi · Nijō · Emmachi · Hanazono · Uzumasa · Saga-Arashiyama · Hozukyō · Umahori · Kameoka · Namikawa · Chiyokawa · Yagi · Yoshitomi · Sonobe (>>San'in-lijn)